# Giáo hoàng Innôcentê XIII
Innôcentê XII (Latinh: Innocens XIII) là vị giáo hoàng thứ 244 của giáo hội công giáo.
Theo niên giám tòa thánh năm 1806 thì ông đắc cử Giáo hoàng năm 1721 và ở ngôi Giáo hoàng trong 2 năm 10 tháng. Niên giám tòa thánh năm 2003 xác định ông đắc cử Giáo hoàng ngày 8 tháng 5 năm 1721, ngày khai mạc chức vụ mục tử đoàn chiên chúa là ngày 18 tháng 5 và ngày kết thúc triều đại của ông là ngày 7 tháng 3 năm 1724. 

## Trước khi thành giáo hoàng
Giáo hoàng Innocens XIII sinh tại Roma ngày 13 tháng 5 năm 1655 với tên thật là Michelangelo dei Conti.
Ông sinh ra trong một gia đình quý tộc và học tại học viện Rôma trước khi vào giáo triều Rôma.
Năm 1695, ông được thăng lên chức tổng Giám mục Tarsô và khâm sứ tòa thánh ở Lucernô.
Năm 1706, Clêmentê XI nâng ông lên hàng hồng y. 

## Giáo hoàng
Trong cơ mật viện năm 1721, ông được bầu làm Giáo hoàng. Để tưởng nhớ Innôcentê một trong những tổ tiên của ông, ông lấy tên là Innôcentê XIII.
Ông cũng thuộc cùng gia tộc Conti như ba Giáo hoàng trước đây. Vì sức khoẻ quá yếu, ông được sự giúp đỡ rất hiệu quả từ phía anh của mình, Hồng y Bernardo Maria.
Với sự quyết tâm rất lớn, ông hành động nhằm khắp vào kỷ luật Giáo hội Tây Ban Nha và các tu sĩ dòng Tên. Ông mạnh mẽ can thiệp để giúp đỡ vào Giáo hội Tây Ban Nha. Ông gửi 100.000 triều thiên cho các hiệp sĩ Malta, để khích lệ tinh thần, giúp họ chiến đấu chống quân Thổ Nhĩ Kỳ.
Năm 1723, ông phản kháng nhưng vô ích việc hoàng đế Charles VI xâm chiếm các đất quận công Parme và Plaisance, lãnh thổ dưới quyền bá chủ của Giáo hoàng.
Ông ủng hộ phe Giacôbít và người ngấp nghé ngôi vua, Jacques Francois Stuart và mạnh mẽ đương đầu với người Pháp và từ chối rút lại sắc chỉ Unigenitus. Mặc dù vậy, ông đã ban mũ hồng y cho Dubois.